# Intuición
Intuición — 13-й студийный альбом перуанского певца и автора песен Джана Марко, выпущенный компанией Enjoyymusic Plubishing 5 октября 2018 г. Это был его первый альбом за 3 года.

## Продвижение
В общей сложности 8 песен были выпущены в виде синглов для продвижения альбома, включая новую версию песни Empecemos A Vivir с участием мексиканского певца Карлоса Риверы. Джан Марко также появился на нескольких телешоу в Латинской Америке в рамках продвижения альбома. В 2019 году он отправился в свой «Intuición Tour» по американскому континенту.

## Коммерческий результат
Альбом имел большой успех по всей Латинской Америке и был номинирован в Перу как трижды платиновый. Альбом получил номинацию на лучший альбом певца и автора песен на Латинской премии Грэмми 2019 года.

## Список песен
| №   | Название                              | Автор(ы)           | Длительность |
| --- | ------------------------------------- | ------------------ | ------------ |
| 1.  | «Más De Lo Que Yo Te Quiero»          | Gian Marco Zignago | 4:08         |
| 2.  | «Tú No Te Imaginas»                   | Zignago            | 3:27         |
| 3.  | «Me Gusta Mi Soledad»                 | Zignago            | 3:26         |
| 4.  | «Bésame»                              | Zignago            | 3:43         |
| 5.  | «Lo Que Nunca Fui Con Nadie»          | Zignago            | 3:43         |
| 6.  | «Nadie Mas Que Tú»                    | Zignago            | 3:43         |
| 7.  | «Sácala a Bailar»                     | Zignago            | 3:46         |
| 8.  | «Empecemos a Vivir»                   | Zignago            | 3:24         |
| 9.  | «Nada Cambia»                         | Zignago            | 4:14         |
| 10. | «Cómo Decirte Que No»                 | Zignago            | 2:24         |
| 11. | «Tú No Te Imaginas (Bachata Version)» | Zignago            | 3:27         |

## Награды
20th Latin Grammy Awards
| Год  | Номинируемая работа | Категория                    | Результат |
| ---- | ------------------- | ---------------------------- | --------- |
| 2019 | Intuición           | Best Singer-Songwriter Album | Номинация |